# Sandsend
Sandsend – wieś w Anglii, w hrabstwie North Yorkshire, w dystrykcie (unitary authority) North Yorkshire. Leży 66 km na północny wschód od miasta York i 335 km na północ od Londynu.